# 土耳其裔塞浦路斯人
土耳其裔塞浦路斯人（土耳其語：Kıbrıs Türkleri），简称土族塞人，是指有土耳其血統的塞浦路斯人。他們多是鄂圖曼帝國在1571年從威尼斯人手上搶得該島後來到該地的土耳其族移民的後裔。塞浦路斯目前由于民族问题处于分裂状态，塞浦路斯岛北部的土族約有12万人。其他约有100万土族塞人则分布在土耳其、英国以及世界各地。土族建立了北塞浦路斯土耳其共和国，与岛上南部的希腊族政权塞浦路斯对抗。

## 歷史
塞浦路斯島在16世紀前的居民主要是希臘人，鄂圖曼帝國在1572年征服該島後民族和文化構成發生了巨大變化。鄂圖曼土耳其人在戰後開始移民該島，除了士兵外，也有來自安納托利亞的農民和手工業者，安納托利亞的尤魯克遊牧部落，“不受歡迎”的人及各種“麻煩”的穆斯林異端教派的成員。這些移民斷斷續續湧入塞浦路斯，直到鄂圖曼帝國時期結束。他們也把伊斯蘭教帶到此島嶼。
到了十九世紀的後半期，約30,000個穆斯林生活在塞浦路斯，大約佔總人口的35％。在整個鄂圖曼帝國統治時期，島上希臘人基督徒和土耳其人穆斯林之間的人口比例波動不斷。在1745年至1814年，穆斯林土族塞人佔大多數，他們反對希臘人基督徒。然而在1841年，土耳其人佔了島上的人口的27％。下降的原因是因為土耳其社群有義務服務於鄂圖曼軍隊多年，他們很多時候戰死。另一個人口下降的原因是因為1878年塞浦路斯島成為英國殖民地後，15,000個土族塞人回流安納托利亞。
1960年8月16日塞浦路斯島正式成為一個獨立的國家，根據1959年蘇黎世-倫敦協議，兩族之間的權力分享，英國，希臘和土耳其作為保證國。马卡里奥斯三世大主教成為首任塞浦路斯總統，而土耳其裔塞浦路斯人的法茲爾·庫楚克博士當選為副總統。然而，在1963年12月，被稱為“血腥聖誕”的土希衝突事件，馬卡里奧斯三世試圖修改憲法，希臘裔塞浦路斯人發起對土耳其裔塞浦路斯人的軍事行動，並開始攻擊土族塞人居住的村莊;到1964年年初，土族塞人開始退縮到武裝的飛地，其中希族塞人封鎖了他們，造成大約25,000土族塞人淪為難民，或國內“流離失所者”。這導致了聯合國維和部隊駐紮在島上，數千土族塞人逃離到英國，回到土耳其，乃至是北美和澳大利亞。
1974年7月，希臘右翼軍人政權在塞浦路斯策動政變，土耳其以此為由出兵並佔領了北部37%領土。史稱土耳其入侵塞浦路斯。1975年2月，土耳其族宣佈建立塞浦路斯土族邦。
1983年，塞浦路斯土族邦宣布独立，改名为北賽普勒斯土耳其共和國。

## 文化
土族塞人說突厥語，把自己當成世俗的穆斯林，並對鄂圖曼帝國的遺產引以自豪。不過，近年因土耳其總統艾爾多安的政治影響及來自該國的移民潮，土耳其裔賽普勒斯人正面臨自由威脅及世俗化的挑戰。
他們的文化是強調家庭及與鄰居的關係。

## 伸延閱讀
- The Guardian. "Cyprus peace talks raise hopes for an end to a conflict that has haunted Europe". Retrieved 14 May 2015.